# Donkerbroek
Donkerbroek è un villaggio di circa 1.800 abitanti del nord-est dei Paesi Bassi, facente parte della provincia della Frisia e situato nella regione di Stellingwerven. Dal punto di vista amministrativo, si tratta di una frazione del comune di Ooststellingwerf; è il più grande tra i 10 villaggi più piccoli (dei 13 centri abitati totali) che compongono il comune.

## Geografia fisica
Il villaggio Donkerbroek si trova nell'estremità sud-orientale della provincia della Frisia, a non molti chilometri con la provincia della Drenthe ed è situato a sud-est di Beetsterzwaag e tra le località di Gorredijk ed Oosterwolde (rispettivamente ad est/nord-est della prima e a nord-ovest della seconda).

## Origini del nome
La prima parte del toponimo Donkerbroek è ricondicibile a termini quali Dom, Doom, Dem e Duncker e significa "centro abitato situato in una terra bassa", mentre la seconda parte del toponimo è più oscura, ma potrebbe significare "palude"..

## Storia

### Dalla fondazione ai giorni nostri
Secondo alcuni storici, il villaggio sarebbe stato fondato intorno al 1328. Il villaggio è sicuramente menzionato per la prima volta (come Dungebroek) in un documento datato 13 luglio 1408.
Ancora nel 1561, Donkerbroek faceva parte della Diocesi di Leeuwarden.
Nel 1593, fu fatta erigere a Donkerbroek dal principe Guglielmo Ludovico una fortificazione, il Breberg, che faceva parte di una serie di fortificazioni atte a proteggere i confini della Frisia sud-orientale.
Nel 1749 la popolazione del villaggio ammontava a 322 abitanti.

## Monumenti e luoghi d'interesse
Donkerbroek conta 7 edifici classificati come rijksmonumenten e 7 edifici classificati come gemeentelijke monumenten.

### Architetture religiose

#### Chiesa di San Lorenzo
Tra i principali edifici religiosi di Donkerbroek, figura la chiesa di San Lorenzo, situata nella Geert Wolter Smitweg e risalente al 1714.

#### Chiesa protestante
Lungo la Herenweg, si trova invece la chiesa protestante, eretta nel 1912. L'edificio ospita al suo interno un organo del 1821 realizzato da A. van Gruisen.

## Società

### Evoluzione demografica
Al censimento del 1º gennaio 2015, Donkerbroek contava una popolazione pari a 1.848 abitanti.

## Geografia antropica

### Suddivisioni amministrative
Buurtschappen
- Moskou
- Petersburg (parte)

## Sport
- A Donkerbroek ha sede una società polisportiva l'SV Donkerbroek, che comprende calcio, pallacanestro e ginnastica[10]